# Douglas Harper
Douglas Harper es un historiador, escritor, periodista y conferenciante estadounidense, residente en Lancaster, Pensilvania. Estudió en la Dickinson College en Carslile, Pensilvania.
Es autor de diferentes libros de historia, principalmente sobre la Guerra de Secesión. Ha aparecido en un documental de la BBC acerca de las colonias galesas en América y fue entrevistado para la realización de artículos históricos en el Philadelphia Inquirer y el Washington Post, y otros magazines. Es el fundador del Online Etymology Dictionary (Diccionario etimológico online).